# Scelotes bipes
Scelotes bipes — вид сцинкоподібних ящірок родини сцинкових (Scincidae). Ендемік Південно-Африканської Республіки.

## Поширення і екологія
Scelotes bipes мешкають на Капському півострові та на мисі Агульяс на південному заході ПАР. Вони живуть в чагарникових заростях фінбошу, що ростуть на піщаних ґрунтах.